# Program Map Table
Beim Digitalfernsehen DVB enthält die Program Map Table (PMT) die Verweise auf die zu einem Programm gehörenden Video-, Audio- und andere Datenströme (Elementarströme). Der Inhalt der Tabelle ist in MPEG-2 Part 1, Systems (ISO/IEC 13818-1) spezifiziert.
Mit Hilfe der in dieser Tabelle enthaltenen Informationen ist ein Empfänger in der Lage, die Dekoder der einzelnen Elementarströme zu konfigurieren und den eigentlichen Dekodierprozess zu starten.
Die PIDs der verschiedenen PMTs in einem TS sind in der Program Association Table (PAT) referenziert.

## Aufbau
Die PMT besteht aus jeweils einer Sektion für jedes in der PAT annoncierte Programme. Die einzelnen Sektionen werden üblicherweise auf jeweils unterschiedlichen PIDs gesendet, zwingend ist dies aber nicht.
Jeweils eine Sektion (die maximal 1 Kilobyte Binärdaten enthält) enthält folgende Informationen:
- Tabellenidentifikation (table_id) mit dem Wert 0x02.
- Programmidentifikation (program_number), diese Werte sind identisch zu denen in der PAT.
- Angabe der PID (PCR_PID), welche die Program Clock Reference (PCR) für dieses Program enthält. Für den Fall, dass kein solcher Wert existiert wird hier die PID der Null-Pakete (0x1FFF) übertragen.
- Informationen für jeden einzelnen Elementarstrom
  - Art des Elementarstroms (stream_type), z. B. MPEG-2 Video (0x02), MPEG Audio (0x03), Private Daten (auch Teletext) (0x06).
  - PID auf dem der Elementarstrom übertragen wird.
  - Weitere spezifische Informationen in Form von Deskriptoren.